# Horizon Records
Horizon Records is een Amerikaans platenlabel. Het werd in 1960 opgericht door Dave Hubert en was aanvankelijk bedoeld om folk en blues uit te brengen. In de periode 1974 tot 1980 was het een sublabel van A&M Records, die het voornamelijk gebruikte voor de release van jazz-platen. In 1979 had het label succes met de debuutplaten van Brenda Russell en Yellow Magic Orchestra. In 1980 verdween het label, om enkele jaren later een tweede leven te krijgen als label voor christelijke muziek (onder meer muziek van The Imperials). In 1987 verdween het label opnieuw. De jazz-catalogus van Horizon Records wordt nu beheerd door Verve Records.
Artiesten die op het label uitkwamen, waren onder meer Thad Jones (met Mel Lewis), David Liebman, Dave Brubeck en Paul Desmond, Sonny Fortune, Jim Hall, Ira Sullivan, Charlie Haden, Don Cherry, Ornette Coleman, Chet Baker, Herb Alpert, Mark-Almond, David Grisman, Jimmy Owens, Dr. John en Ben Sidran.